# Tauernautobahn AG

Verlauf der A10 Tauernautobahn

Die Tauernautobahn AG war die 1969 gegründete Betreibergesellschaft der Tauernautobahn (A10) in Österreich. Diese ging 1993 gemeinsam mit sechs anderen operativen Autobahngesellschaften in die inzwischen ebenfalls aufgelöste ÖSAG (Österreichische Autobahnen- und Schnellstraßen-Aktiengesellschaft) und ASG (Alpen Straßen AG) über, welche beide im Jahr 2010 endgültig durch die heutige ASFINAG abgelöst wurden.